# Heilsberger Poort
De Heilsberger Poort (Pools: Brama Lidzbarska; Duits: Heilsberger Tor) is een stadspoort in de Poolse stad Bartoszyce (Duits: Bartenstein). De stad werd gesticht door de Duitse Orde, bij een kruisvaardersburcht.
De gotische poort is een voorbeeld van baksteengotiek en staat op deze plek sinds 1468. De poort maakt onderdeel uit van de stadsmuur van Bartoszyce. De stad beschikte over meerdere stadspoorten, maar de Heilsberger Poort is de enige die behouden is gebleven. De poort bestaat uit vijf verdiepingen en beschikt over een uurwerk.

## Afbeeldingen

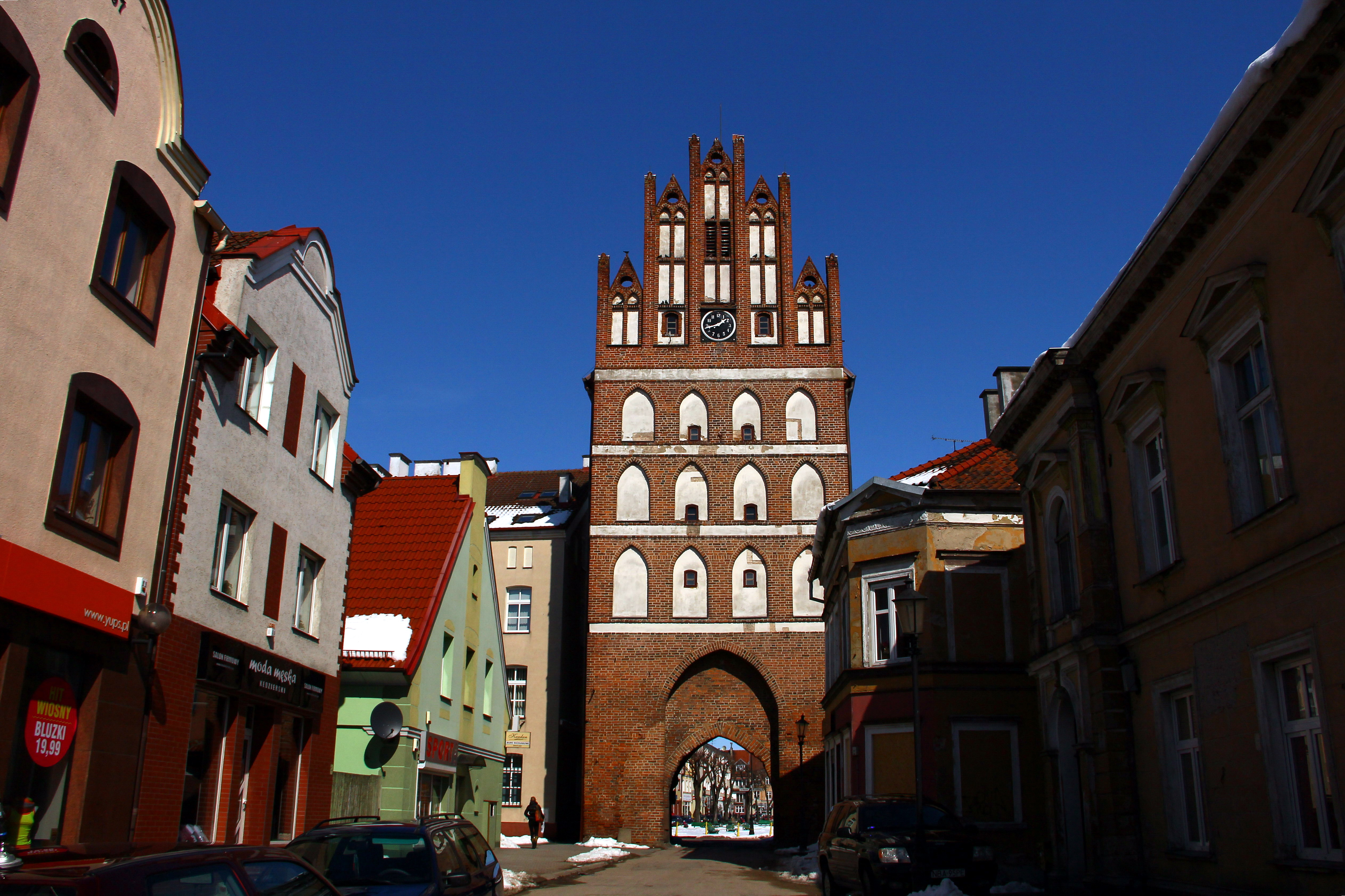
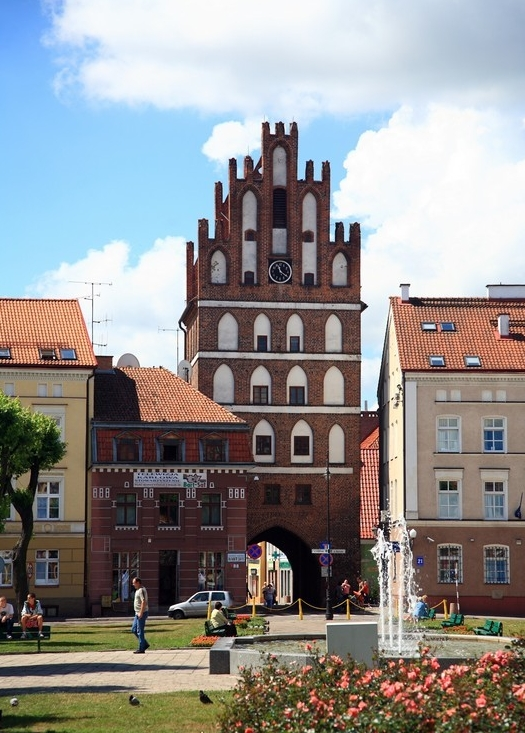
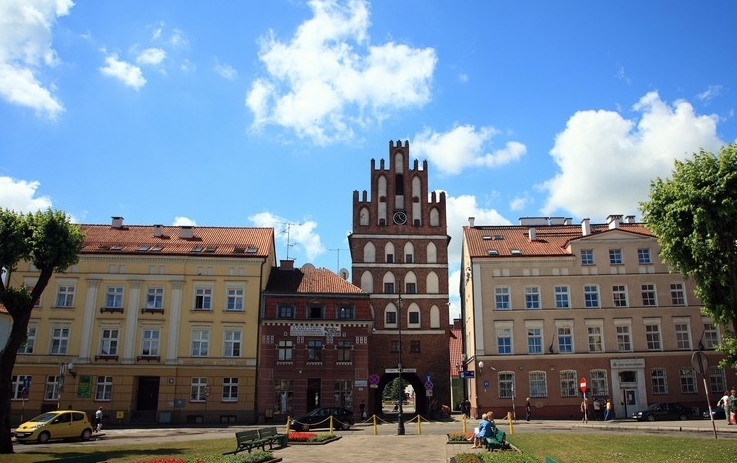
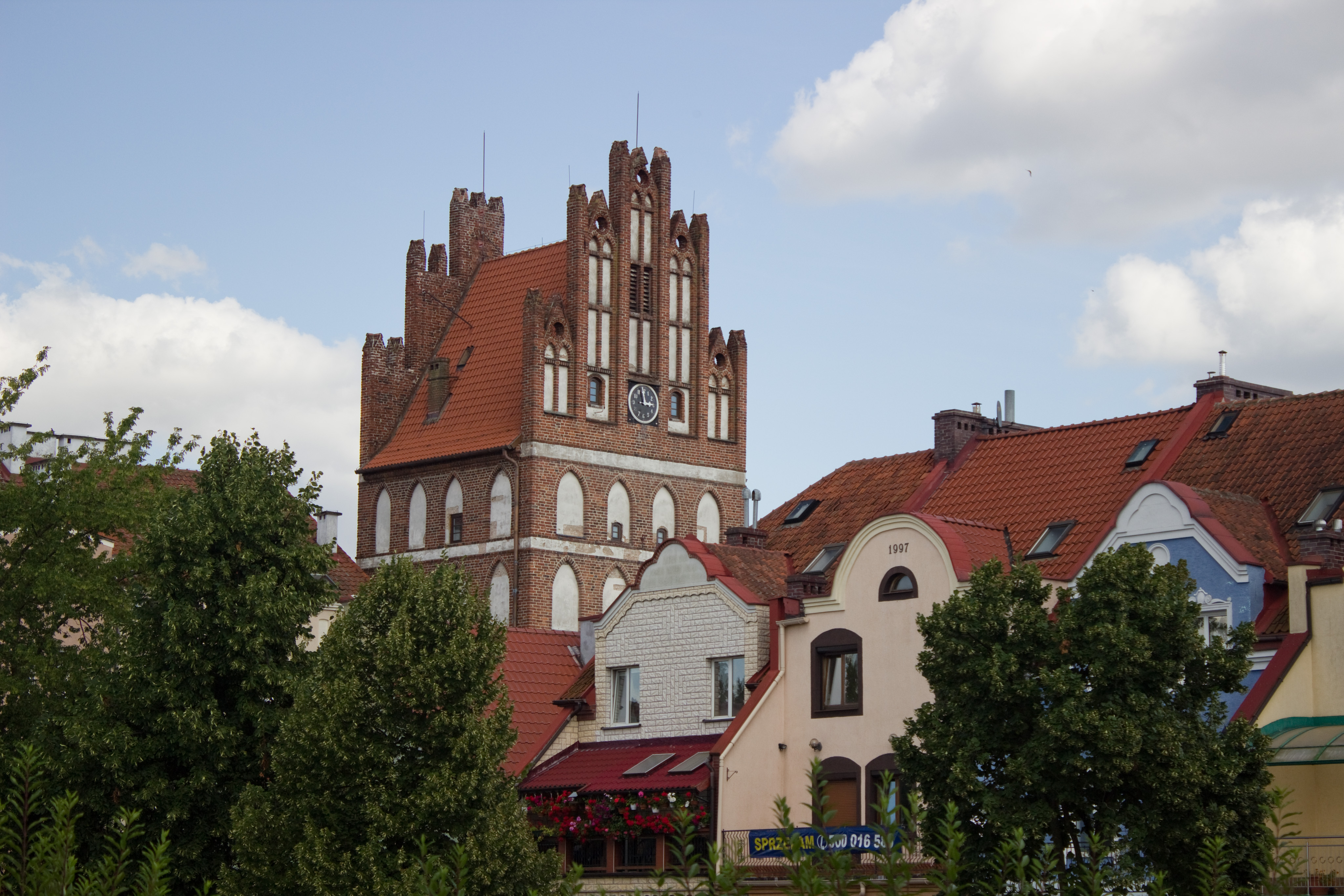
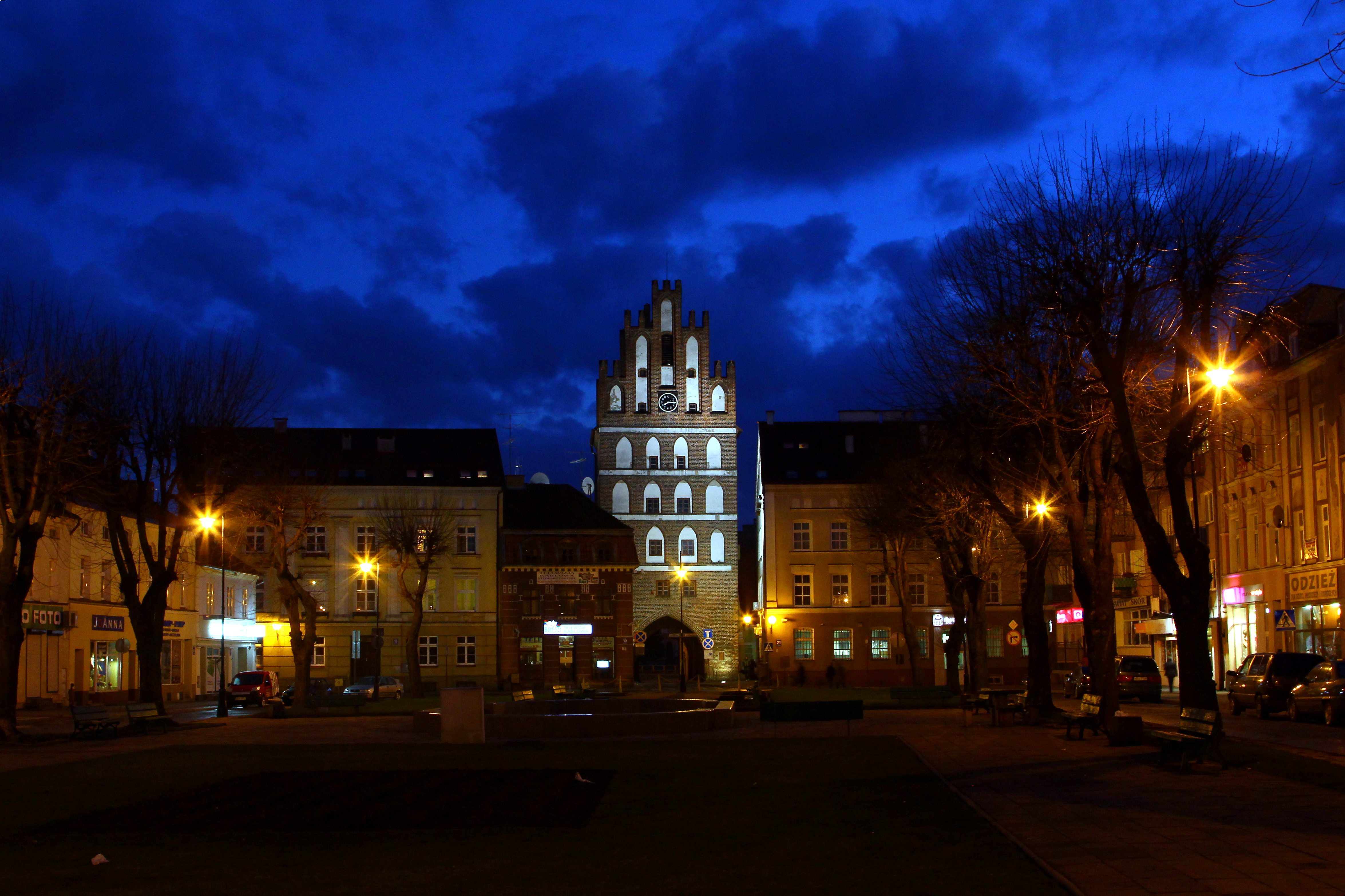